# Laurent Gerra
Pour les articles homonymes, voir Gerra.
Laurent Gerra est un imitateur, humoriste, acteur et scénariste de bande dessinée français, né le 29 décembre 1967 à Bourg-en-Bresse (Ain). Il s'est rendu célèbre par ses imitations ironiques de personnalités politiques et de célébrités du monde du spectacle et des médias.

## Biographie

### Jeunesse
Fils unique de Nicole Gerra (née en 1947), vendeuse en linge de maison et de Jean-Christian Gerra (1946-2022,), employé dans une entreprise de transports. « Ils avaient 20 ans à ma naissance. C'était un jeune couple de Français « normaux », c’est-à-dire très frondeurs avec les institutions, et athées de surcroît ! » se remémore l’humoriste, qui aime évoquer les saveurs et les odeurs de son enfance paysanne à Mézériat : « Sur le flanc des montagnes toutes proches, on allait chercher des narcisses, des mûres, des cèpes, des morilles. Arrivés en haut, on avait des points de vue extraordinaires sur la région, c’étaient des balades géniales ! Et chaque année, on allait voir passer le Tour de France, la caravane, les coureurs en plein effort, c'était magique ! »
Enfant, il est très proche de son grand-père, dont il est l'unique petit-enfant, Georges Gerra (1919-1977), combattant de la Seconde Guerre mondiale, prisonnier de guerre et  résistant.
À l'âge de cinq ans, ce fils unique entame déjà ses premières imitations : ses victimes sont alors Michel Sardou, Jacques Dutronc ou encore certains personnages de La Petite Maison dans la prairie.
Malgré un tempérament plutôt calme, il n'apprécie que très moyennement l'école : « Je ne supportais pas les ordres des profs. J'étais toujours au fond de la classe près du radiateur, et dissipais mes camarades. »
En 1985, Laurent Gerra se lance dans des études de communication et d'information[précision nécessaire].
Il parvient à échapper au service militaire alors même qu'il était apte, en ayant exagéré le trait sur les tests psychologiques. Le médecin militaire ayant deviné la manœuvre, Gerra lui a expliqué en toute franchise qu'il commençait à faire des spectacles (à Lyon) et désirait monter à Paris. Le médecin a alors accepté de le réformer en retenant la cause : « dépressif avec risque de passage à l'acte ».

### Les débuts (1989-1997)

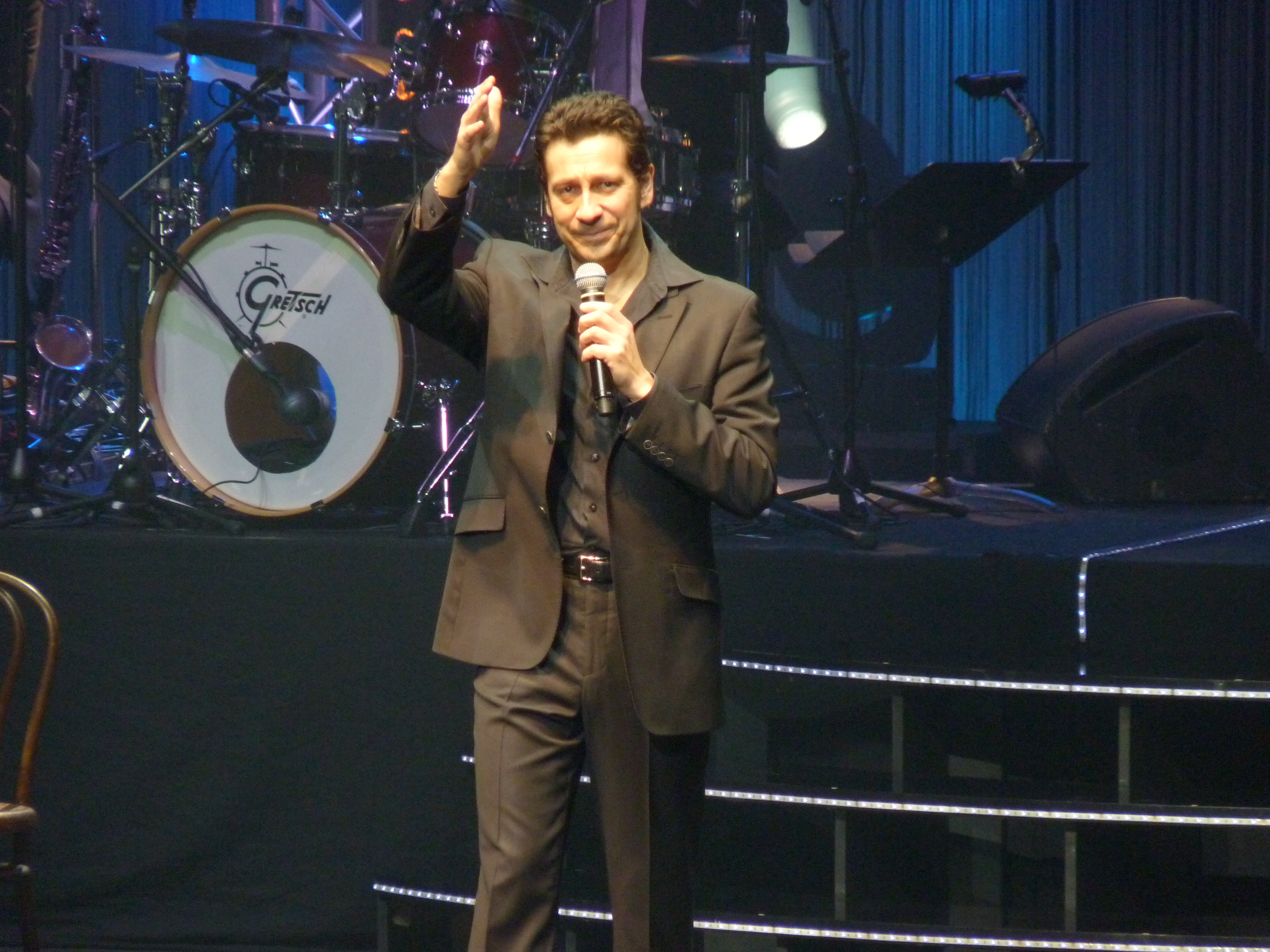
Au palais Nikaia, en janvier 2011.

Étudiant à Lyon, il fait ses premiers pas sur scène dans des cabarets-théâtres et les soirées mondaines officielles. Il débute au Café-Théâtre de l'Accessoire à Lyon en 1989, avec son tout premier spectacle intitulé « Paf dans la gueule ! ».
En 1991, il monte à Paris et officie au cabaret Don Camilo. En cette même année, grâce à l'entremise de Mick Micheyl, il fait ses débuts à la télévision dans l'émission de Pascal Sevran La Chance aux chansons le 17 décembre 1991 et fait la connaissance de Virginie Lemoine, une jeune humoriste déjà reconnue : « J'ai plutôt été gâté dans le métier. J'ai rencontré les bonnes personnes au bon moment. »
Il commence à travailler avec Jacques Martin dans l'émission Ainsi font, font, font où il rencontre un autre débutant : Laurent Ruquier. Par la suite Laurent Ruquier l'invitera à participer à son émission Rien à cirer de 1992 à 1996. (Première participation : 19 janvier 1992, invité Julien Clerc)
L'année 1992 lui rouvre les portes de la télévision. Il y rejoint Virginie Lemoine dans l'émission de Jacques Martin, Ainsi font font… Le duo quitte l'animateur phare du dimanche en 1994, pour rejoindre Michel Drucker dans Studio Gabriel où il devient célèbre en France. Il y imite notamment Johnny Hallyday de façon sarcastique, le montrant peu intelligent. Le rockeur, vexé, a plusieurs fois téléphoné à Michel Drucker en pleine nuit pour « péter la gueule » à Gerra.
Ils se lancent sur scène dès 1997, au théâtre Déjazet, mais également au Casino de Paris. Quelques mois plus tard, ils reçoivent le Molière du meilleur spectacle à sketchs.
En 1997, il est filmé par Gérard Courant pour sa série cinématographique Cinématon. Il est le numéro 1843 de cette anthologie.

### Carrière solo d'humoriste (depuis 1997)
Tenté à nouveau par la radio, Laurent Gerra se sépare de Virginie Lemoine en 1997 et entre à Europe 1, où il retrouve son compère et coauteur Jean-Jacques Peroni, dans l'émission En route vers l'an débile. L'émission se révèle être un grand succès : la radio comptabilise près de 1 300 000 auditeurs supplémentaires.
Mi-1999, il quitte Europe 1. En janvier 2001, il démarre une chronique quotidienne de cinq minutes sur RTL, à 8 h 30 avec Jean-Jacques Peroni.
Il revient aux planches et tournées 18 mois plus tard, en février 2001 : « La scène, c'est ce que je préfère ».

À la fin de l'année 2002, pour la première fois, il est seul sur la scène de l'Olympia.

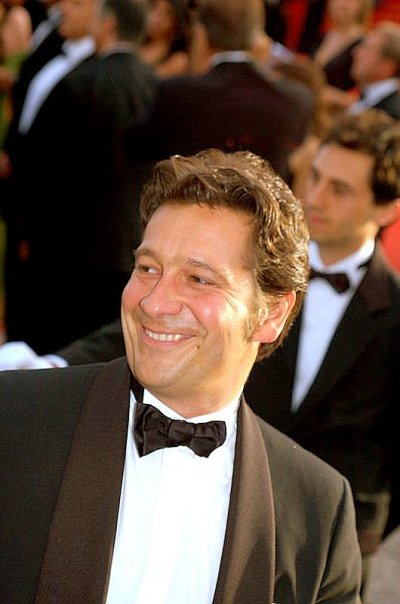
Laurent Gerra au festival de Cannes 2006.

En 2005, il est de retour avec son one-man-show Laurent Gerra flingue la télé, pour une tournée à travers toute la France (en passant par le Liban, Tahiti, Nouméa, Djibouti et les Antilles) qui se poursuit jusqu'en 2007.
Il effectue le 15 janvier 2007 son retour à la radio sur RTL dans la chronique Le Grand Juron (clin d'œil à la célèbre émission radio-télévisée Le Grand Jury), avec son coauteur de toujours Jean-Jacques Peroni. L'humoriste et imitateur Laurent Gerra revisite quotidiennement l'actualité à sa façon, à quelques mois de l'élection présidentielle, dans le journal de Patrick Cohen.
Laurent Gerra a fêté ses quarante ans sur la scène du palais des congrès de Paris, à la fin du mois de décembre 2007, dans un spectacle initialement intitulé Laurent Gerra flingue la télé et la politique (le titre a changé pour Laurent Gerra flingue en musique), accompagné par le Grand Orchestre de Fred Manoukian Big-Band, avec vingt musiciens sur scène, dont le fidèle pianiste de Laurent Gerra, David Mignot.

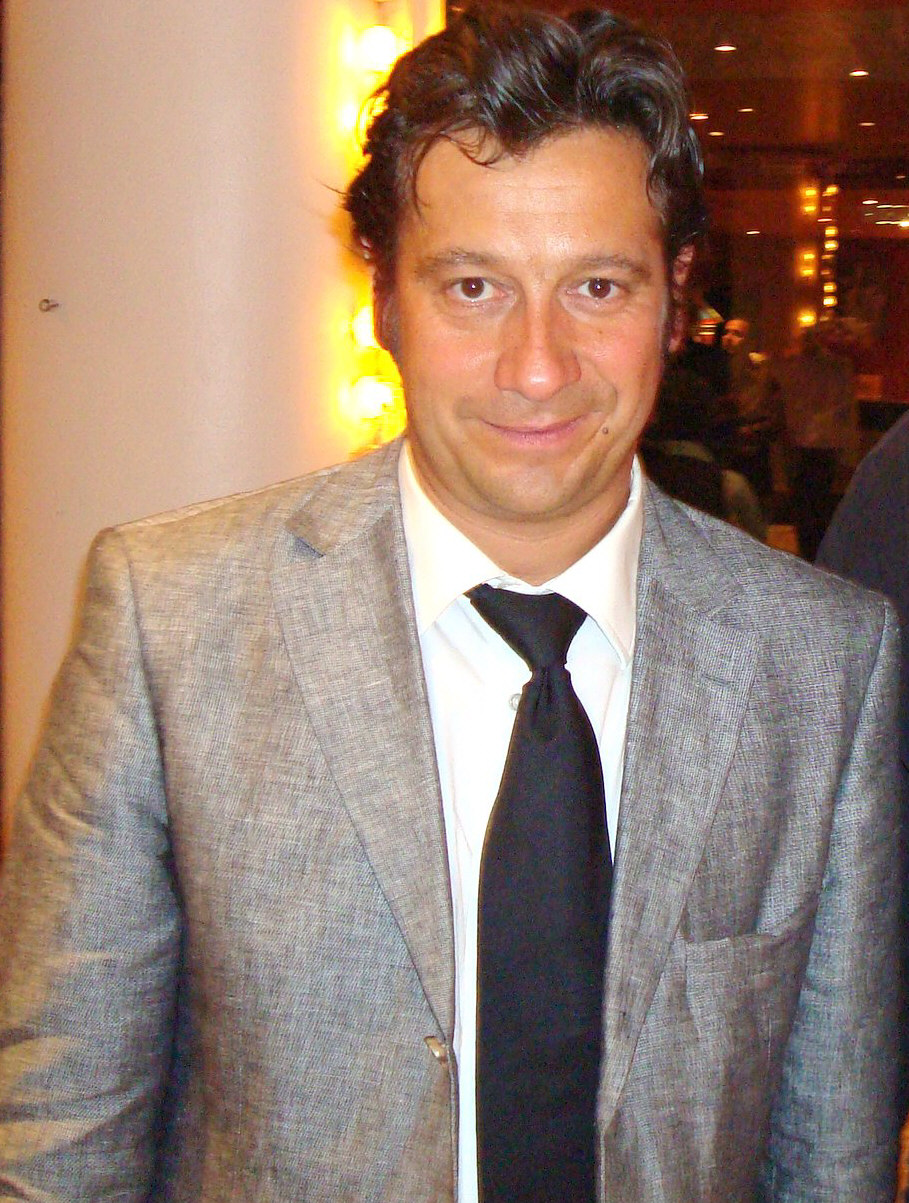
Devant le casino de Deauville en 2007.

À l'entendre, en 2008, l'artiste devait prendre une année sabbatique. Il a néanmoins donné une représentation de son spectacle Laurent Gerra flingue en musique à l'Olympia dans le cadre du festival Paris fait sa comédie, le 1er avril 2008. Laurent Gerra reprendra finalement sa tournée nationale d'octobre à décembre 2008, qui se terminera par dix dates à l'Olympia.
Le 1er septembre 2008, il revient sur l'antenne de RTL pour une nouvelle chronique quotidienne intitulée « Un doigt dans l'actu ». Outre son complice Jean-Jacques Peroni, l'imitateur s'entoure de deux nouveaux auteurs, ses amis Albert Algoud et Éric Laugérias, fidèles pensionnaires des Grosses Têtes de Philippe Bouvard.
Laurent Gerra devient chroniqueur le samedi 13 juin 2009 dans l'émission Pif Paf sur Paris Première.
Le 19 juin 2009, Laurent Gerra célèbre ses vingt ans de carrière sur la scène du palais des congrès de Paris. Le spectacle est retransmis en direct sur RTL.

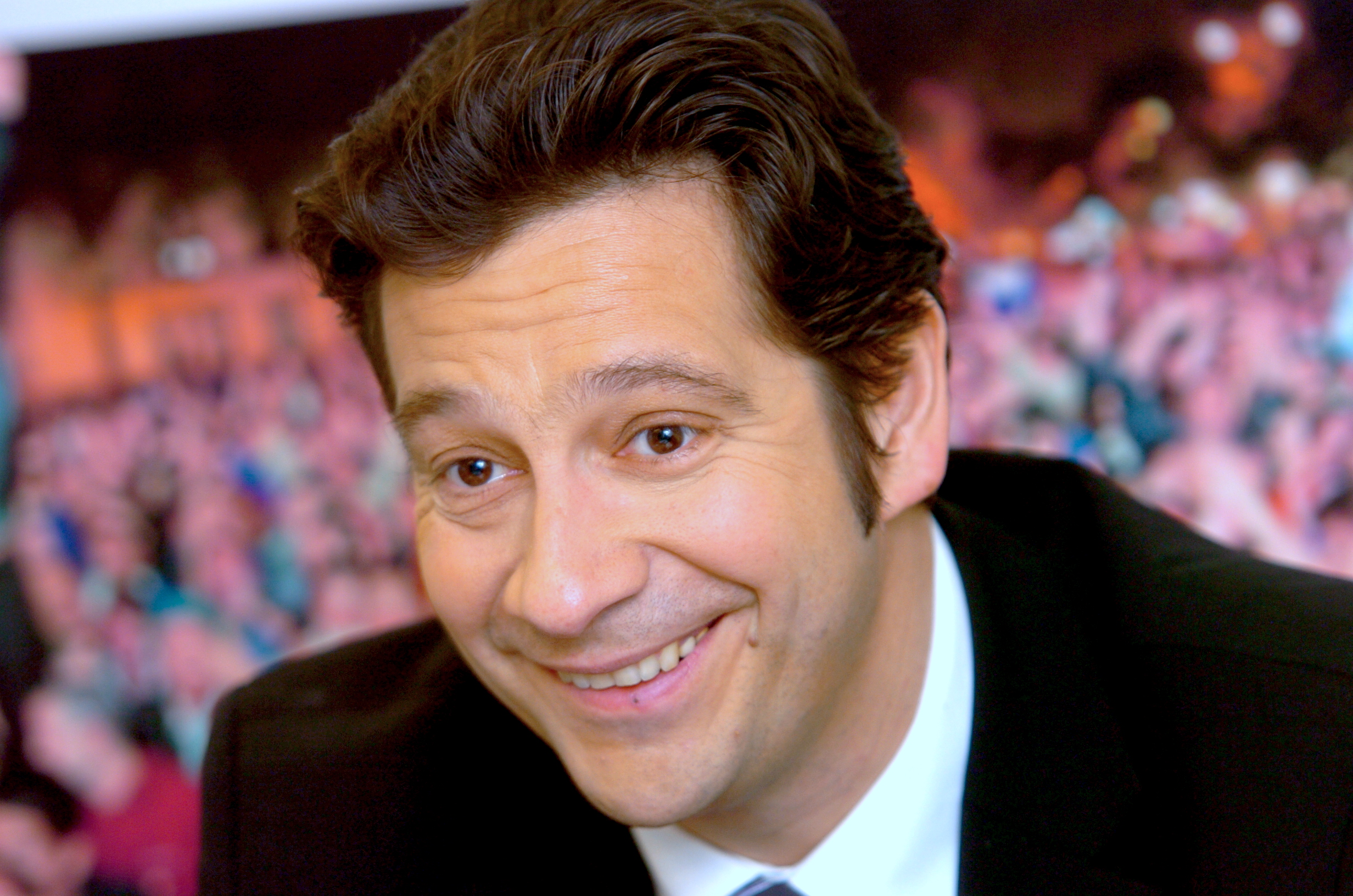
Laurent Gerra, le 11 décembre 2008 à Paris.

À partir du 6 juillet 2008, il officie sur RTL dans la matinale à 8H45 du lundi au vendredi, d'abord avec Vincent Parizot, puis avec Laurent Bazin du 27 août 2012 à 2014, suivi d’Yves Calvi.
Fin 2012, il connait un fort succès pour ses rendez-vous à l'Olympia. Ce nouveau spectacle a évolué avec l'élection de François Hollande : il a pu ainsi imiter les mimiques du nouveau président pendant cinq minutes sans prononcer une parole.
Laurent Gerra a fêté ses vingt-cinq ans de carrière sur la scène du théâtre du Châtelet en mai 2014, accompagné par le grand orchestre de Frédéric Manoukian. Il achève l’année 2014 au palais des sports de Paris les 23, 25, 26 et 27 décembre 2014 avec le grand orchestre de Frédéric Manoukian, composé de vingt-sept musiciens.
Le 20 novembre 2017, Laurent Gerra, présent sur RTL depuis 2007, entouré d'Yves Calvi et de Jade, fête sa 2500e chronique humoristique.

### Imitations à la radio (depuis 2007)
Cette liste est aussi exhaustive que possible. Elle s'appuie notamment sur l'écoute des podcasts disponibles sur feed://www.rtl.fr/podcast/laurent-gerra.xml, ceux-ci étant disponibles 30 jours seulement, à l'exception de la première saison.
Jade donne parfois la réplique à Laurent Gerra en interprétant les personnages de Valérie Trierweiler, Angela Merkel, Carla Bruni-Sarkozy, Bernadette Chirac, Nathalie Arthaud, Cristina Córdula, Marion Maréchal-Le Pen, Jeannie Le Pen, Marie D'Herbais (présentatrice du vlog de Jean-Marie Le Pen), France Gall, Maryse Corson (co-présentatrice du télé-achat avec Pierre Bellemare), Noëlle Cordier, Nabilla Benattia, Claire Chazal, Najat Vallaud-Belkacem, et divers personnages fictifs…Albert Algoud intervient également pour interpréter Barack Obama, Hu Jintao, Xi Jinping ou Vladimir Poutine.
Le 4 mars 2020, Laurent Gerra fête sa 3000e chronique qu'il effectue depuis 2007 dans la tranche d'information RTL Matin.

### Tournée des cinquante ans
Laurent Gerra fête ses cinquante ans à la télévision le 29 décembre 2017, dans une émission présentée par Michel Drucker où se succèdent imitations, images d'archives et duos avec des chanteurs. Cette soirée annonce le début de la tournée des cinquante ans avec le spectacle Sans modération que l'imitateur présente dans quelques salles parisiennes et lyonnaises, et notamment celles de ses débuts comme le Théâtre des Deux Ânes, la Salle Molière ou encore le Théâtre des Célestins, avant de partir le jouer dans toute la France.

### Publications

#### Collaborations avec Morchoisne (1999-2012)
Depuis 1999, Laurent Gerra publie aux éditions Hors Collection, en collaboration avec le caricaturiste Morchoisne et l'éditeur-auteur Jean-Louis Festjens, une série d'albums à succès : Les Gueules du siècle (1999), Ces cabots qui nous gouvernent (2002), Ces cabots qui gouvernent le monde (2003), Télé Circus (2005), Les Cromagnons de la politique (2006), Tous au piquet ! (2012).

#### Scénariste deLucky Luke(2004-2014)

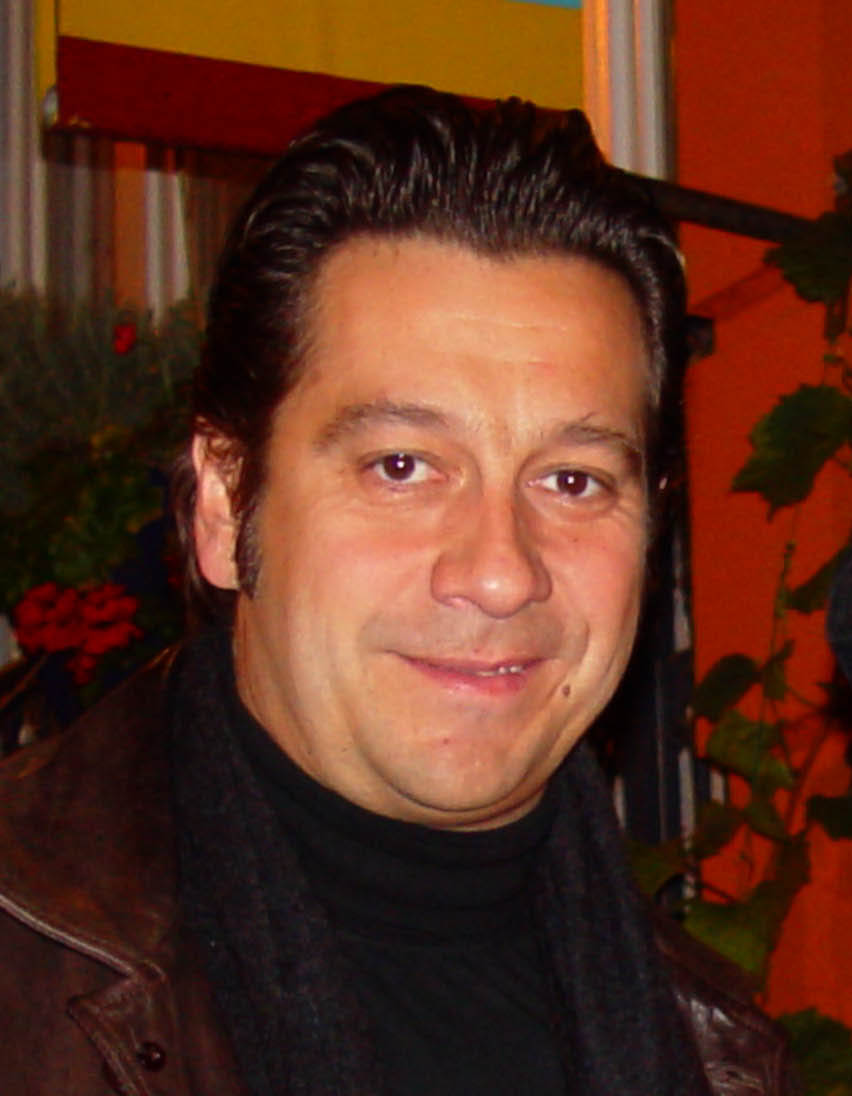
Au Cirque Royal en 2007.

En 2004, trois ans après la mort de Morris, créateur du célèbre cow-boy Lucky Luke, Laurent Gerra devient le scénariste de la célèbre bande dessinée alors que le dessin est toujours signé Achdé. Au départ, l'imitateur était réservé, mais la rencontre de l'équipe l'a rassuré. C'est notamment grâce à la complicité avec Achdé qu'il s'est senti en confiance. Bien qu'il n'ait signé que pour un support, il espère continuer cette collaboration pour d'autres éditions. Ainsi le titre de cette première publication est La Belle Province, l'aventure se déroulant au Québec. On y retrouve Jolly Jumper avec une importance accrue alors que les Dalton, eux, seront discrets : ils resteront sous les verrous. Le choix du Québec se justifie pour Laurent Gerra par son envie d'intégrer des expressions bien propres à cette région en plus de l'affection qu'il nourrit pour ce territoire[réf. nécessaire].
En 2006, paraît le deuxième tome des aventures de Lucky Luke de Laurent Gerra et Achdé, d'après l'œuvre de Morris : La Corde au Cou. Un sacré coup de théâtre se profile puisque les Daltons sont condamnés à la pendaison ! L'homme qui tire plus vite que son ombre va même leur offrir, de bon cœur, la dernière cigarette du condamné… Pour échapper à la pendaison, les Dalton vont se marier. Ma Dalton est dans l'album et plusieurs personnages connus font une apparition dans l'album tels que : Bones le croque-mort, Lulu Carabine, Calamity Jane et Buffalo Bill. On y trouve aussi plusieurs caricatures de gloires de la chanson, du cinéma ou de la bande dessinée telles qu'Elizabeth Taylor, Kirk Douglas, John Wayne, Gloria Lasso, Joe Dassin, Raoul Cauvin et Lambil.
À la demande de l'humoriste, cet album fait ensuite l'objet d'une traduction par Manuel Meune en bressan (variante du francoprovençal), un parler que connaît bien Laurent Gerra, qui a toujours affiché son attachement pour sa région d'origine. L'album s'intitule Maryo donbin pèdu, ce qui signifie « marié ou pendu », et comporte un certain nombre de clins d'œil à la culture et aux coutumes de la Bresse.
En 2008 paraît L'Homme de Washington, lui aussi réalisé par le tandem Gerra-Achdé.
En 2014 paraît Les Tontons Dalton, dont le scénario est coécrit par Laurent Gerra et Jacques Pessis. Le dessin est toujours assuré par Achdé.

#### Bulles de campagne(2007)
Il publie en juin 2007 Bulles de campagne, un album de photos légendées avec humour façon BD, aux éditions Fetjaine.

### Vie privée
Laurent Gerra est le filleul artistique de la chanteuse Mick Micheyl.
Entre 1991 et 1997, il est en couple avec sa partenaire Virginie Lemoine.
Entre 1998 et 2001, il est en couple avec l’actrice Mathilde Seigner. Dans un spectacle, il lui dédie la parodie de Francis Cabrel « Ma cabane au fond du jardin », en précisant qu’elle se trouve en coulisses et que c’est une amoureuse de la poésie.
À partir de 2001, il partage sa vie avec la chanteuse québécoise Lynda Lemay.
En 2012, il refait sa vie avec Christelle Bardet (née en 1975), journaliste en région Rhône-Alpes. Créatrice de la revue Le Féminin, elle est à présent chargée des relations publiques de la compagnie de Laurent Gerra, Elgé Production.
Le couple accueille le 24 août 2020 une petite fille prénommée Célestine.
Il est passionné de littérature et de vieux films.

## Description et moments forts des chroniques sur RTL
Ses chroniques diffusées en direct le matin à partir de 8 h 50 sur l'antenne de la radio réunissent environ deux millions d'auditeurs chaque matin. Sa spécialité est l'imitation d'hommes politiques en fonction de l'actualité : Nicolas Sarkozy, François Hollande, Marine Le Pen, Jean-Luc Mélenchon, François Bayrou, Eva Joly, Jean-Marie Le Pen, Jack Lang, Arnaud Montebourg, Jacques Chirac... D'une durée d'environ 5–6 minutes pendant la première saison, elles se stabilisent désormais autour de 8 minutes, intro et outro par le présentateur compris, et peuvent quelquefois monter jusqu'à 10–11 minutes, avec, périodiquement, un seul personnage, comme les spéciales Jack Lang ou Jean-Marie Le Pen chante... Des florilèges sont rediffusés lors des jours fériés (comme Noël ou Pâques). Lors d'évènements tragiques, comme l'attentat visant Charlie Hebdo ou celui à Bruxelles, ou encore le décès d'un confrère important de Laurent Gerra (mort de Cabu), sa chronique est annulée par l'antenne qui privilégie l'information en direct. Il est possible que des extraits anciens soient parfois insérés dans la chronique quotidienne.
L'affaire Dominique Strauss-Kahn à New-York l'a beaucoup inspiré et amusé. Avant cette affaire, en mars 2011, il réalise sa première imitation de DSK en terminant sa chronique à chaque fois avec la phrase I Want To Fuck… En 2011, il avait également parodié la chanson Femmes, Femmes, Femmes de Serge Lama en « Strauss, Strauss, Kahn... », et la comédie musicale Émilie Jolie en « FMI Jolie ». Depuis cette période, Laurent Gerra ponctue toutes les imitations de DSK par des gémissements et des insinuations à la vie sexuelle de DSK.
Depuis la campagne présidentielle de 2012, un de ses principaux sketchs[réf. nécessaire] met en scène François Hollande parlant avec François Mitterrand. Ce dernier lui donne des conseils au niveau de sa teinture, de son comportement, et veut que son successeur socialiste fasse exactement comme lui : cacher une maladie aux Français, avoir un enfant caché avec Dalida, libérer le Koweït, ou avoir plusieurs femmes en même temps.
La campagne législative de 2012 a été l'occasion de sketches récurrents mettant en scène la nouvelle vie de Jack Lang à Saint-Dié-des-Vosges, dans la deuxième circonscription des Vosges que celui-ci briguait à l'époque. Régulièrement ou à l'occasion de chroniques spéciales (Halloween, Noël, Roland-Garros...), il y décrit des gens rustiques vivant dans une région où la modernité n'est pas arrivée, où l'hiver est rigoureux et dure jusqu'au mois de mai ou juin, et où se promènent encore loups et bêtes mystérieuses. Parmi les habitants, on retrouve le Diode, homme borgne, bossu, boiteux et baveux, la Modelaine et la Moguette, servantes cul-de-jatte de La Taverne du Vieux Bouc, lo Momort, croque-mort, et des personnalités locales comme le chanteur grabataire Johnny Alité et le tennisman Pete Sans-Bras.
Autres « running gags », Patrick Sébastien en homme « humaniste » et surtout hédoniste, relatant les spectacles sexualisés ou scatologiques de son « Plus Grand qu'a bourré du Monde » et ses soirées libertines au club Chez Denise, Enrico Macias, racontant des anecdotes de sa jeunesse en Algérie avec sa Tata Djamila, sa Mémé Malika, son oncle et ses cousins, dans des situations cocasses (perte d'une dent en or dans la couscoussière, consommation de dattes avariées, confusion entre un produit de beauté et de la harissa...), Eddy Mitchell qui, le mercredi, jour des sorties cinéma, se remémore des parodies érotiques des westerns des années 50 à 70, dont le titre mentionne souvent une femme rousse. Également, José Bové et Jean-Michel Baylet proposent régulièrement leurs solutions et produits locaux, l'un les toilettes sèches et le « gaz de chiottes » ainsi que ses fromages de chèvre bio à la fabrication douteuse, l'autre sa « bonne beuh bio de Montauban » en référence au cannabis. Quant aux frères Bogdanov, ils parlent avec la même voix et se confondent eux-mêmes, faisant souvent référence à leurs mentons proéminents. Dick Rivers, lui, est constamment chambré par Jade avec des phrases telles que « Vous n'êtes pas trop amer, Dick ? » ou « On peut l'acheter pour une somme modique, Rivers ».
Le 8 décembre 2011, il parodie la chanson emblématique des Restos du Cœur en direct sur RTL. Il renomme « Les Restos du Cœur » en « Les Restos du Cul » en imitant Dominique Strauss-Kahn qui lance son appel en chanson.
En mai 2012, Laurent Gerra établit son nouveau record personnel avec 1 624 970 podcasts, soit une progression de 29 % en un mois[réf. nécessaire]. Sa chronique était même l'émission de RTL la plus écoutée en mars-avril 2010[réf. nécessaire].
Lors des élections présidentielles de 2012, Nicolas Sarkozy et François Hollande sont restés plusieurs fois pour l'écouter imiter l'un ou l'autre avec plusieurs parodies, notamment la chanson d'Enrico Macias Le Mendiant de l'amour transformée en « Le Mendiant du second tour », et un Medley des chansons de Stone et Charden incluant « Lavventura, c'est voter le 6 mai pour François… »
En juin 2012, il critique François Hollande sur l'affaire du tweet de sa compagne, Valérie Trierweiler qui, lors des élections législatives, soutenait Olivier Falorni, l'adversaire de Ségolène Royal, l'ex-compagne de François Hollande.
L'intervention militaire au Mali à partir de 2013 a introduit un nouveau running-gag sur le chameau offert par le Mali.
L'affaire Cahuzac a beaucoup inspiré Laurent Gerra, qui a spécialement repris L'Ami Caouette de Serge Gainsbourg.
Les manifestations et dégradations liées à la Loi El Khomri en mai et juin 2016 sont l'occasion de présenter quatre nouveaux personnages : François Morel et Bruno Lochet dans leurs rôles des Deschiens, le secrétaire général de la CGT Philippe Martinez, et enfin Emmanuel Macron en écolier zozotant, dont la compagne (Brigitte), incarnée par Jeanne Moreau, veille sur lui comme une mère.
Depuis le 10 octobre 2016, à la suite de la publication des lettres entre François Mitterrand et sa maîtresse Anne Pingeot, Laurent Gerra lit régulièrement des lettres fictives qui se terminent en général par les paroles de chansons populaires des années 1980, comme Besoin de Rien, Envie de Toi, La Danse des Canards ou Les Démons de Minuit. En mai 2021, à l'occasion des 40 ans d'accession au pourvoir de François Mitterrand, Laurent Gerra a fait une chronique regroupant ses meilleurs lettres fictives.
La campagne pour l'élection présidentielle de 2017 est l'occasion d'ajouter plusieurs nouveaux personnages, comme François Fillon, Jean Lassalle (depuis devenu un incontournable), Benoît Hamon et Jean-Luc Bennahmias avec la voix de Bourvil.
La saison 2017-2018 voit l'arrivée de Line Renaud qui ne cesse d'importuner Brigitte Macron au téléphone, ainsi que la parodie de Bouillon de culture en Couillon de Culture, animée par Patrick Sébastien, qui reçoit régulièrement un Michel Houellebecq frigorifié et Alain Finkielkraut, lequel finit toujours par s'énerver tant contre son hôte que contre les extraits de Christine Angot, issus d'On n'est pas couchés.

## Controverse
Le 19 janvier 2019, le Haut Conseil à l'égalité entre les femmes et les hommes publie un rapport sur le sexisme en France. Le rapport cite Laurent Gerra comme humoriste utilisant des ressorts sexistes. Le rapport indique que « dans les chroniques humoristiques des matinales radios, Laurent Gerra et Nicolas Canteloup, en particulier, font reposer leur humour sur la sexualisation des femmes imitées ». De plus, « en ce qui concerne les imitations de femmes de pouvoir, celles-ci ne sont jamais interrogées sur des questions politiques : Theresa May, la Première ministre britannique, imitée par Laurent Gerra, se met à chanter une chanson de Christophe Mae et ne répond à aucune question politique ». Le rapport mentionne aussi l'homophobie de certaines blagues : « Laurent Gerra imite Thierry Ardisson qui demande à l’ancien Premier ministre Édouard Balladur : “Si tes gardes du corps te cirent les pompes, est-ce que c’est aussi eux qui te pompent le dard ?” »
Dans un édito sur RTL, la journaliste Alba Ventura défend Laurent Gerra, en assurant qu'il « n'est pas sexiste, il fait de l'humour ». Elle invite le Haut Conseil à l'égalité entre les femmes et les hommes à « se détend[re] un peu ».

## Distinctions

### Décorations
- Chevalier de la Légion d'honneur (2025) [16]
- Chevalier de l'ordre du Mérite agricole (2020)[17]

### Récompenses
- Molières 1997 : meilleur spectacle à sketchs
- Laurier de la meilleure interprétation masculine pour L’Escalier de fer sur France 3, le 17 février 2014[18].
- L'Académie de la Bresse lui remet le prix du Bressan de l'année 2013, le 19 février 2014, au théâtre de Bourg-en-Bresse, en présence de Claude Lelouch et Thierry Frémaux[réf. nécessaire].

### Hommages et reconnaissance

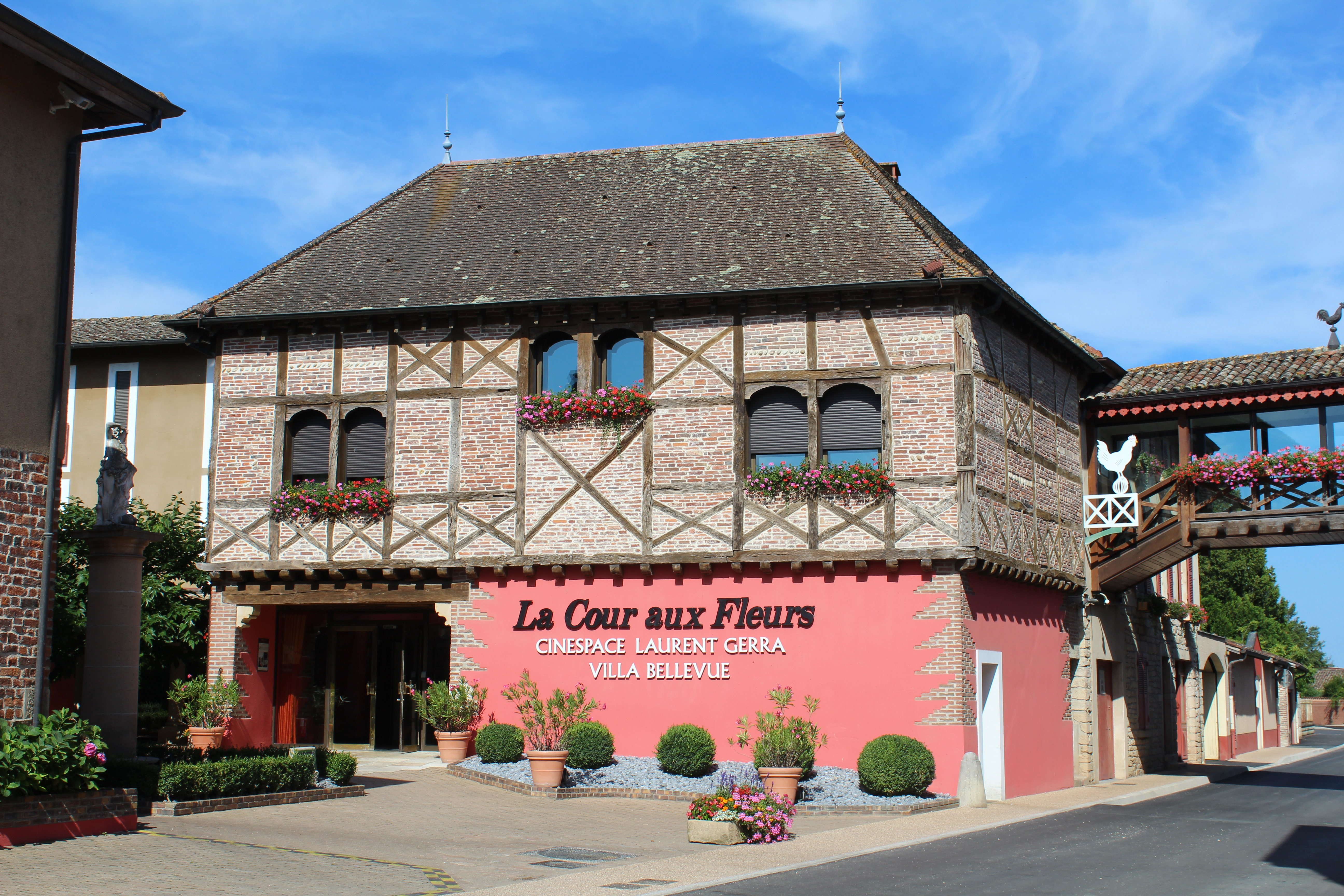
La Cour aux Fleurs, accueillant le Cinespace Laurent Gerra à Vonnas.

En 2004, il est élu à l'Académie Alphonse-Allais.
Le 13 juillet 2007, à l'occasion du passage du Tour de France à Bourg-en-Bresse, Laurent Gerra, « l'enfant du pays », est l'invité d'honneur d'une émission de variétés de Michel Drucker, Tenue de soirée, diffusée en direct depuis l'Église de Brou.
Le 12 août 2007, l'imitateur inaugure le théâtre plein ciel Laurent-Gerra à Carcès, dans le Var.
En 2010, il est, selon un sondage Harris Interactive pour Télé Star, l'humoriste préféré des Français. En décembre 2012, il est la 6e personnalité préférée des Français selon un sondage publié par Le Journal du dimanche.
En octobre 2011, il inaugure l'auditorium portant son nom, à Val-Cenis-Lanslebourg (Haute-Maurienne, Savoie), où il possède une résidence. Depuis 2013, un autre auditorium porte son nom à Vonnas (village voisin de Mézériat) près du restaurant de Georges Blanc.
En novembre 2014, à l'occasion d'un épisode de l'émission C'est votre vie ! consacré à l'humoriste pour ses vingt-cinq ans de carrière, le duo Chevallier et Laspalès lui remet un « billet de platine » symbolisant les 3 900 000 spectateurs venus voir Laurent Gerra sur scène depuis ses débuts,.

## Théâtre

### Spectacles
- 1989 : Paf dans la gueule !, premier spectacle de Laurent Gerra
- En duo avec Virginie Lemoine
- 1992 : tournée d'été Les Estivales de Var-Matin
- 1999-2001 : premier Olympia en décembre 1999, suivi du Casino de Paris et du théâtre Marigny en 2000.
- 2002-2004 : Olympia en décembre 2002, puis Palais des sports de Paris en février 2004.
- 2005-2007 : Laurent Gerra flingue la télé, à partir de mai 2005, puis Olympia (décembre 2005-janvier 2006), palais des sports de Paris (février 2006), théâtre Marigny (mai 2006) et tournée jusque fin 2007 à travers la France, avec un spectacle qui évolue : Laurent Gerra flingue en musique !
- 2010-2013 :  Laurent Gerra avec le grand orchestre de Frédéric Manoukian : avec cette tournée, il parcourt la France toute l'année en le modifiant selon l'actualité politique. En région parisienne, il se produit à l'Olympia en décembre 2010, et le Palais des Sports en février 2011. En décembre 2012, il donne son spectacle au Palais des congrès et une nouvelle fois à l'Olympia.
- 2014 : Laurent Gerra au Théâtre du Châtelet.
- 2017-2018 : Laurent Gerra Sans modération, une tournée dans toute la France avec le spectacle de ses 50 ans. Il investit notamment l’Olympia du 26 au 31 décembre 2017 et visite un certain nombre de salles qui l'ont vu apparaître, comme la Salle Molière et le Théâtre des Célestins à Lyon, ou encore les Deux Ânes et le Don Camilo à Paris.
- Il joue à l'Olympia du 23 décembre 2021 au 2 janvier 2022.
- 2024-2026 : nouveau spectacle Laurent Gerra se met à table ! (dont un passage au Casino de Paris du 19/12/2024 au 04/01/2025)

### Captations de spectacle (DVD)
- Laurent Gerra à l'Olympia 1999 enregistré à l'Olympia le 4 décembre 1999
- Laurent Gerra à l'Olympia 2002 enregistré à l'Olympia le 14 décembre 2002
- Laurent Gerra au palais des sports enregistré au palais des sports de Paris le 18 février 2004
- Laurent Gerra flingue la télé enregistré au palais des sports de Paris le 18 février 2006
- Laurent Gerra : « Ça balance ! » sortie DVD le 27 novembre 2008
- Gerra, Laurent - Coffret - L'intégrale sortie Coffret DVDs le 12 octobre 2010
- Laurent Gerra avec le grand orchestre de Fred Manoukian enregistré au palais des sports de Paris le 12 février 2011
- Laurent Gerra - Intégrale sortie Coffret DVDs le 12 octobre 2012
- Laurent Gerra au Théâtre du Châtelet le 22 mai 2014
- Laurent Gerra, sans modération en 2018

### Principaux sketchs
- Bêêêlle, parodie de la chanson-phare de la comédie musicale Notre-Dame de Paris.
- La Saillie princière, imitation de Léon Zitrone commentant la nuit de noces de Charles et Camilla.
- Ma cabane au fond du jardin (1999[25]), parodie de la chanson La Cabane du pêcheur de Francis Cabrel.
- Le Rap à fromage, parodie d'un discours et d'une chanson de rappeur lauréat des Victoires de la musique.
- Les Aventures de Couillu le caribou dans l'grand nord (conte québécois), imitation de Céline Dion
- Qui veut passer pour un con?, parodie de l'émission Qui veut gagner des millions ?
- La Folle Journée de Nicolas Sarkozy
- Lecture de TA TIENNE par Fabrice Luchini
- Le Plus Gland cabouret du monde, parodie de l'émission Le Plus Grand Cabaret du monde
- La Cérémonie des César

#### Imitations dansLaurent Gerra au palais des sports(2004)
Liste exhaustive par ordre d'interprétation
- Michel Drucker
- Céline Dion
- Jack Lang
- Léo Ferré
- Jacques Chancel
- Thierry Ardisson
- Jean-Marie Cavada
- Laurent Ruquier
- Léon Zitrone
- Henri Salvador
- Patrick Bruel
- Jacques Chirac
- Nicolas Sarkozy
- Jean-Paul II
- Jean-Marie Le Pen
- Jean-Luc Godard
- Jean-Claude Brialy
- Jeanne Moreau
- Fabrice Luchini
- Philippe Noiret
- Michel Galabru
- Alain Delon
- Jean-Paul Belmondo
- Johnny Hallyday
- Philippe Chevallier
- Régis Laspalès
- Renaud
- Jean-Pierre Foucault
- Pascal Sevran
- Dany Brillant
- Serge Lama
- Eddy Mitchell
- Enrico Macias
- Serge Reggiani
- Étienne Daho
- Michel Sardou
- Carla Bruni
- Garou
- Francis Cabrel
- Charles Aznavour
- Gilbert Bécaud
- Serge Gainsbourg
- Yves Montand
- Charles Trenet
- Roselyne Bachelot
- L'Abbé Pierre
- Marc-Olivier Fogiel

#### Imitations dansLaurent Gerra flingue la télé
- Intro (voix féminine)
- Pierre Bellemare (fil conducteur)
- Charles Aznavour (Tu te laisses aller)
- Années 1950 : Léon Zitrone (mariage de Charles et Camilla)
- Années 1960/1970 : Guy Lux présente : Sœur Emmanuelle, l’Abbé Pierre (Paroles, Paroles), Michel Delpech (Quand j’étais chanteur), Joe Dassin (L’Amérique), Sacha Distel (Toute la pluie tombe sur moi), Julien Clerc (La Cavalerie), Georges Moustaki (Le Métèque), Michel Sardou (Le Surveillant général), Jacques Dutronc (Gentleman Cambrioleur)
- Valéry Giscard d'Estaing
- Zapping de la télé : Le Jour du Seigneur, Jacques Martin (L’école des fans), Patrick Sabatier (Avis de recherche), Jean Richard (Maigret), Starsky et Hutch, Amicalement vôtre (Danny Wilde et Brett Sinclair), Jean-Pierre Coffe, Eddy Mitchell (La Dernière Séance), Pierre Tchernia (Monsieur Cinéma), Jean-Paul Belmondo.
- Jack Lang
- Roger Hanin
- Pascal Sevran
- Jean Ferrat (C’est beau la vie), Enrico Macias, Serge Lama, Guy Béart, Vincent Delerm, Julio Iglesias, Étienne Daho, Garou.
- Philippe Bouvard, Le Petit Théâtre
- Chevallier et Laspalès
- Julien Lepers, Questions pour un couillon
- Jean-Pierre Foucault, Qui veut passer pour un con ? (Céline Dion)
- Joey Pitbull du groupe « Fuck la Mother » Le rappeur (Victoires de la Musique) (Pastiche de Joey Starr du groupe NTM)
- Henri Salvador (Syracuse)
- Jean-Marie Le Pen (L’Heure de vérité)
- Gérard Holtz (Télécon)
- Patrick Bruel (La Place des Grands Hommes) lyrics
- Jacques Chirac (Les vœux du réveillon)
- La télé vulgaire : Jean-Marie Cavada, Jacques Chancel, Charles Villeneuve
- Les envahisseurs : David Vincent
- Marc-Olivier Fogiel, On ne peut pas plaire à tout le monde (Jean d’Ormesson, Fabrice Luchini, Nicolas Sarkozy)
- Thierry Ardisson, Tout le monde en parle (Jean-Claude Brialy, Jeanne Moreau)
- Laurent Ruquier, On a tout essayé (Gérard Miller)
- Renaud (Gérard Miller)
- Patrick Sébastien et M. Tatayé (Le Doigt dans le cul)
- Michel Drucker (Vivement Dimanche (Guy Bedos)
- Jean-Paul Loth (Roland-Garros)
- Guy Marchand (Nestor Burma)
- Jean-Luc Delarue (Ça se discute)
- Philippe de Villiers (100 minutes pour convaincre)
- Georges Pernoud (Thalassa)
- Francis Cabrel (Ma cabane au fond du jardin)
- Johnny Hallyday
- Lieutenant Columbo
- Music Hall, hommage à la chanson française : Gilbert Bécaud (Quand il est mort le poète), Serge Gainsbourg (Je suis venu te dire que je m’en vais), Yves Montand (Les Feuilles mortes), Charles Trenet (Douce France), Serge Reggiani (L’Italien), Claude Nougaro (Armstrong), Léo Ferré (Avec le temps), Gilbert Bécaud (L’Absent)

### Équipe de Laurent Gerra
- Producteur : TS3 Thierry Suc
- Coauteurs des textes du spectacle : Jean-Jacques Peroni, Régis Mailhot, Albert Algoud et Pascal Fioretto
- Pianiste : David Mignot
- Ingénieur du son : Franck Perrot
- Concepteur lumières : Gérard Pernet

## Publications

### Scénarios de bandes dessinées
- La Belle Province / dessin de Achdé ; scénario de Laurent Gerra ; d'après Morris. Givrins (Suisse) : Lucky comics ; Paris : Dargaud, 2004, 46 p. (Les aventures de Lucky Luke d'après Morris ; 1).  (ISBN 978-2-88471-135-7)
- La Corde au cou / dessin Achdé ; scénario Laurent Gerra et Achdé ; d'après Morris. Givrins (Suisse) : Lucky comics ; Paris : Dargaud, 2006, 46 p. (Les aventures de Lucky Luke d'après Morris ; 2).  (ISBN 978-2-88471-177-7)
- Ch'Bièle Provinch / images Achdé ; écrivures Laurent Gerra ; d'après Morris ; erterduit in ch'ti par Frédérick Maslanka. Loos : Imbroglio, 2006, 52 p. (Les avintures ed' Lucky Luke d'après Morris).  (ISBN 978-2-914966-00-9)
- Maryô donbin pèdu / dessin Achdé ; scénario Laurent Gerra et Achdé ; d'après Morris ; traduit en bressan par Manuel Meune. Givrins (Suisse) : Lucky comics ; Paris : Dargaud, 2007, 46 p. + 10 p. de glossaire (Les aventures de Lucky Luke d'après Morris ; 2).  (ISBN 978-2-88471-207-1)
- Les Zenvahisseurs / scénario de Laurent Gerra, Philippe Chanoinat ; dessin de Frédéric Marniquet. Paris : A. Michel, 2007, 46 p.  (ISBN 978-2-226-14445-4)
- L'Homme de Washington / dessin Achdé ; scénario Laurent Gerra ; d'après Morris. Givrins (Suisse) : Lucky comics ; Paris : Dargaud, 2008, 46 p. (Les aventures de Lucky Luke d'après Morris ; 3).
- Tous au piquet ! / Laurent Gerra, Jean-Claude Morchoisne. Paris : Hors Collection, 2012, 54 p.  (ISBN 978-2-258-09529-8)
- Les Tontons Dalton / dessin Achdé ; scénario Laurent Gerra et Jacques Pessis ; d'après Morris. Givrins (Suisse) : Lucky comics ; Paris : Dargaud, 2014, 46 p. (Les aventures de Lucky Luke d'après Morris ; 4).

### Ouvrages humoristiques
- Faux et usage d'infos / Laurent Gerra ; préf. de Jean-Jacques Peroni. Paris : JC Lattès, 1999, 311 p.  (ISBN 978-2-7096-2033-8)
- Les Gueules du siècle / dessins de Jean-Claude Morchoisne ; textes de Laurent Gerra. Paris : Éd. Hors collection, 1999, 144 p.  (ISBN 978-2-258-05120-1)
- Méfiez-vous des imitations !, textes de scène de Laurent Gerra (1999-2003), avec la complicité de Jean-Jacques Peroni, 2003
- Ces cabots qui nous gouvernent / texte de Laurent Gerra ; ill. par Morchoisne. Paris : Éd. Hors collection, 2002, 59 p.  (ISBN 978-2-258-05910-8)
- Méfiez-vous des imitations ! : textes de scène, 1999-2003 / Laurent Gerra avec Jean-Jacques Peroni. Paris : Éd. Hors collection, 2003, 118 p.  (ISBN 978-2-258-06323-5)
- Ces cabots qui gouvernent le monde / texte de Laurent Gerra ; ill. par Morchoisne. Paris : Éd. Hors collection, 2003, 59 p.  (ISBN 978-2-258-06093-7)
- Ces nouveaux cabots qui nous gouvernent : remaniement minichetériel / texte de Laurent Gerra ; ill. par Morchoisne. Paris : Éd. Hors collection, 2004, 50 p.  (ISBN 978-2-258-06127-9)
- Têtes de nœud / Laurent Gerra, Morchoisne. Paris : Hors collection éd., 2005, 104 p.  (ISBN 978-2-258-06819-3)
- Télé circus / Laurent Gerra, Morchoisne. Paris : Hors collection éd., 2005, 34 p.  (ISBN 978-2-258-06475-1)
- Tous mes amis sont là ! : textes de radio / Laurent Gerra, Jean-Jacques Peroni. Paris : Hors collection éd., 2006, 319 p.  (ISBN 978-2-258-06768-4)
- Les Cromagnons de la politique / Laurent Gerra ; ill. Morchoisne. Paris : Hors collection éd., 2006, 55 p.  (ISBN 978-2-258-07085-1)
- Bulles de campagne / Laurent Gerra. Paris : Fetjaine, 2007, 95 p.  (ISBN 978-2-35425-009-6)
- Le Grand Juron (Fetjaine), 2007
- Sarko story : l'album secret du président / Laurent Gerra. Paris : Fetjaine, 2008, 94 p.  (ISBN 978-2-35425-026-3)
- Eh ben, j'vais vous l'dire ! : Textes de radio / Laurent Gerra. Paris : Fetjaine, 2009, 304 p.  (ISBN 978-2-35425-154-3)
- Gauche et la Droite en vingt leçons / Laurent Gerra. Paris : Fetjaine, 2010, 144 p.  (ISBN 978-2-35425-200-7)
- Rumeurs et Clapotis / Laurent Gerra, Albert Algoud et Eric Laugérias. Paris : Fetjaine, 2010, 320 p.  (ISBN 978-2-35425-218-2)
- C'est la crise sur la gâteau ! : Textes de radio / Laurent Gerra, Albert Algoud et Pascal Fioretto. Paris : Fetjaine, 2012, 286 p.  (ISBN 978-2-35425-395-0)
- Hollande Story : le livre normal / Laurent Gerra. Paris : Fetjaine, 2012,  (ISBN 978-2-35425-458-2) Sortie le 4 octobre 2012.
- J'en entends qui disent / Laurent Gerra. Paris : Fetjaine, 2013,  (ISBN 978-2-35425-471-1) Sortie le 10 janvier 2013, livre de ses chroniques quotidiennes en 2012[26].
- Hôllande, Ô désespoir ! / Laurent Gerra : Michel Lafon, 2014  (ISBN 978-2-74992-168-6)
- François Hollande. Mon cahier de primaire, / Laurent Gerra : Michel Lafon, 2016, 110 p.  (ISBN 978-2-74993-100-5)
- Lettres cachées de Francois M. à Anne / Laurent Gerra : Librio, 2017  (ISBN 978-2-29013-720-8)

### Autres ouvrages
- Georges Gerra et Laurent Gerra, Cette année les pommes sont rouges. C'était la drôle de guerre de mon grand-père, Flammarion, 2015, 144 p.  (ISBN 978-2-08137-037-1)
- Laurent Gerra, carnets d'un sale gosse, Le Cherche-Midi, 2017  (ISBN 978-2-74915-659-0)

## Filmographie

### Cinéma
- 1997 : Cinématon #1843 de Gérard Courant : lui-même
- 1999 : Le Plus Beau Pays du monde de Marcel Bluwal : Moineau
- 2009 : Envoyés très spéciaux de Frédéric Auburtin : Francis Bunel
- 2011 : It is Miracul'House (court-métrage) de Stéphane Freiss : lui-même
- 2015 : En mai, fais ce qu'il te plaît de Christian Carion : Albert
- 2017 : L'École buissonnière de Nicolas Vanier : un gendarme

### Télévision
- 2008 : Myster Mocky présente (série télévisée), épisode Chantage à domicile de Jean-Pierre Mocky
- 2008 : Chez Maupassant (série télévisée), épisode La Chambre 11 de Jacques Santamaria : le colonel Bouchalois
- 2013 : L'Escalier de fer (téléfilm) de Denis Malleval : Étienne Lomel
- 2016 : Monsieur Paul (téléfilm) d'Olivier Schatzky : Franck Jourdan (inspiré de Jacques Derogy)
- 2021 : Noir comme neige (téléfilm) d'Éric Valette : Andreas Meyer
- 2022 : Les Combattantes (téléfilm) d'Alexandre Laurent : Abbé Vautrin
- 2023 : Une confession (téléfilm) d'Hélène Fillières : Jean Duberry
- 2023 : Morts au sommet (téléfilm) d'Éric Valette : Andreas Meyer
- 2024 : Hors limites (téléfilm) d'Éric Valette : Andreas Meyer
- 2024 : Un père idéal (téléfilm) d'Hélène Fillières : Michel
- 2025 : L'Œil du diable (téléfilm) de Pierre-Louis Pingault : Andreas Meyer
- 2026 : Un petit air de bonheur de Jacques Santamaria : Sylvestre

### Doublage
- 1998 : Les Supers Nanas (série d'animation) de Craig McCracken : Bâtard, sosie psychopathe de Rebelle (doublage français)
- 2000 : La Petite Sirène 2 : Tip le pingouin, et Flash le morse (doublage français)
- 2006 : Nos voisins, les hommes : Verne la tortue (doublage français)
- 2006 : La Ferme en folie : Peps la souris, Bec le coq, Freddy le furet, Porc le cochon (deuxième doublage français)
- 2016 : Tous en scène : Gunthür (doublage français)
- 2021 : Tous en scène 2 : Gunter (doublage français)

## Émissions

### Émissions de radio
- Rien à cirer, France Inter, présentée par Laurent Ruquier.
- Scoops du monde, Europe 1.
- En route vers l'an débile, Europe 1.
- Les élections matinales, RTL, de janvier 2001 à juin 2002.
- Le Grand Juron, RTL, du 15 janvier 2007 jusqu'au 22 juin 2007.
- La Chronique de Laurent Gerra[27], RTL, depuis le 29 août 2008.

### Émissions de télévision
- Ainsi font, font, font,  présentée par Jacques Martin (Antenne 2/France 2) :  chansonnier, imitateur (1992-1993).
- Studio Gabriel présentée par Michel Drucker (France 2) : duo avec Virginie Lemoine (1994-1997).
- Tapis rouge du 25 mars 2000 consacré à Laurent Gerra (France 2)
- Samedi soir avec… Laurent Gerra, deux émissions spéciales consacrées à Laurent Gerra, les 25 septembre 2004 et 22 octobre 2005 sur France 2
- Laurent Gerra fait son show et Le meilleur de Laurent Gerra, deux émissions spéciales diffusées sur M6 le 11 novembre 2006.
- Totalement InGERRAble, émission spéciale Laurent Gerra diffusée sur TF1 le 2 octobre 2010.
- Laurent Gerra ne s'interdit rien, émission spéciale diffusée sur TF1 le 10 décembre 2011
- Emmenez moi... chez Laurent Gerra, documentaire de Laurent Boyer, avec la participation de Laurent Gerra et ses proches, diffusé le 29 août 2012 sur France 3.
- Laurent Gerra se permet tout, émission spéciale diffusée sur TF1 le 22 septembre 2012.
- Le Grand Show Laurent Gerra diffusé en direct le 21 septembre 2013 sur France 2, présenté par son ami Michel Drucker.
- C'est votre vie Laurent Gerra diffusée le 1er novembre 2014 sur France 2.
- Ma vie en super 8, série documentaire de Laurent Boyer dont un numéro a été consacré à l'artiste le 27 avril 2016 sur D8.
- Laurent Gerra : le miroir d'une époque, documentaire diffusé le 6 octobre 2017 sur France 3.
- Bon anniversaire, Laurent Gerra, émission diffusée le 29 décembre 2017 sur France 2.